# María Bartola
María Bartola (* 16. Jahrhundert; † 16. Jahrhundert) war eine aztekische Frau und wird als die erste Historikerin Mexikos bezeichnet.

## Leben
Moctezuma II., Herrscher des Aztekenreichs vor der Ankunft der spanischen Konquistadoren, hatte einen Bruder namens Cuitláhuac. Als Moctezuma II. in den Kämpfen gegen Hernán Cortés getötet wurde, wurde Cuitláhuac sein Nachfolger. Cuitláhuac starb nach wenigen Monaten an den von den Spaniern eingeschleppten Pocken, sodass sein Sohn Cuauhtémoc zum obersten Kriegsherren und Tlatoani gewählt wurde. Im August 1521 geriet er in Hernán Cortés Gefangenschaft. Cuitláhuacs Tochter María Bartola, die von den Spaniern so getauft wurde, und deren originärer Name nicht überliefert ist, überlebte die gewalttätige Zeit der spanischen Belagerung der aztekischen Hauptstadt Tenochtitlan.
Durch ihre eigenen Erfahrungen als Zeugin dieser Belagerung begann sie, eine Geschichte ihrer Zeit zu schreiben, basierend auf den Schlachten, die sie miterlebte, manchmal vom Schlachtfeld selbst. Ihre Schriften wurden teilweise von den Spaniern verbrannt und sind nicht erhalten. Es ist dem Historiker Fernando de Alva Ixtlilxóchitl zu verdanken, dass sie und ihr Werk nicht in Vergessenheit gerieten. Er beschrieb sie in seinen Relaciones históricas als talentierte Frau, die kurz nach der spanischen Eroberung den Hergang der Schlachten zwischen Spaniern und Azteken in spanischer Sprache und auf Nahuatl aufzeichnete.

## Nachleben
Judy Chicago widmete María Bartola eine Inschrift auf den dreieckigen Bodenfliesen des Heritage Floor ihrer 1974 bis 1979 entstandenen Installation The Dinner Party. Die mit dem Namen María Bartola beschrifteten Porzellanfliesen sind dem Platz mit dem Gedeck für Sacajawea zugeordnet.